# Granisle
Granisle es un pueblo canadiense situado en la provincia de Columbia Británica.

## Superficie
Granisle tiene una superficie de 39,85 km².

## Demografía
En 2021, tenía 337 habitantes, una densidad poblacional de 8,5 hab./km², y 262 viviendas.